# Yun Shouping
Dans ce nom chinois, le nom de famille, Yun, précède le nom personnel.
Yun Shouping (恽寿平), aussi connu sous le nom de Nantian (南田), (1633 district de Wujin - 1690), est un artiste-peintre de fleurs, bambous, animaux et insectes, poète et calligraphe chinois du début de la dynastie Qing.

## Biographie
Il naît  dans une famille modeste mais cultivée mais ne peut se préparer aux examens officiels. Cependant il étudie et pratique très tôt la poésie et la calligraphie d'après les maîtres anciens. Son oncle l'initie à l'œuvre de Huang Gongwang des Yuan.
Lorsqu'il découvre les tableaux de Wang Hui il part à sa recherche et le rencontre. Ebloui par les paysages de Wang Hui il décide se consacrer à la peinture, jugée moins importante, de fleurs, bambous, animaux et insectes. Ils réalisent ensemble un album en 1672, sous le règne de l'Empereur Kangxi qui témoigne de leur voyage commun dans la province du Jiangsu. Yun était âgé de quarante ans et Wang de quarante et un ans.
Il termine sa carrière comme moine bouddhiste.
Il trouve son inspiration au sein d'un courant très vivant depuis les Song, qui est bien représenté par le peintre de cour Li Di (1110 - après 1197). Avec un style appelé "sans os" (mogu), de subtiles nuances de couleur ou d'encre, posées par masses, sans contour, évoquent le souffle de la vie.
Yun Shouping fait partie des six grands maîtres du début de la Qing avec les Quatre Wang et Wu Li. Il est aussi l'un des principaux peintres de l'école, novatrice en son temps, de Changzhou, au Jiangsu, spécialisée dans la peinture de végétaux, des oiseaux et des insectes. Sa peinture eut une influence récurrente sur de nombreux peintres de la dynastie Qing, et même bien au-delà, au XXe siècle. Sa peinture « sans os » est promise à un long avenir, souvent associée au tracé fin vers la fin du XIXe siècle, dans les peintures naturalistes avec une plus grande tendance au détail ; ce sera la pratique de Ju Lian (en) (1824-1904), et des héritiers de ce dernier, parmi les peintres de l'école de Lingnan.
Sa fille, Yun Bing fut également peintre.

## Quelques peintures

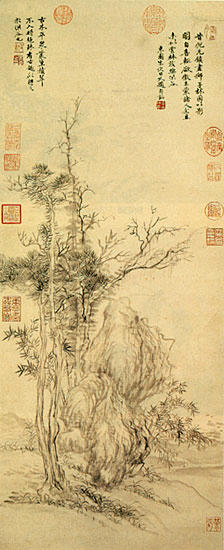
Vieux arbres et bambous, d'après Ni Zan, rouleau mural, encre sur papier. Musée national du Palais, Taibei
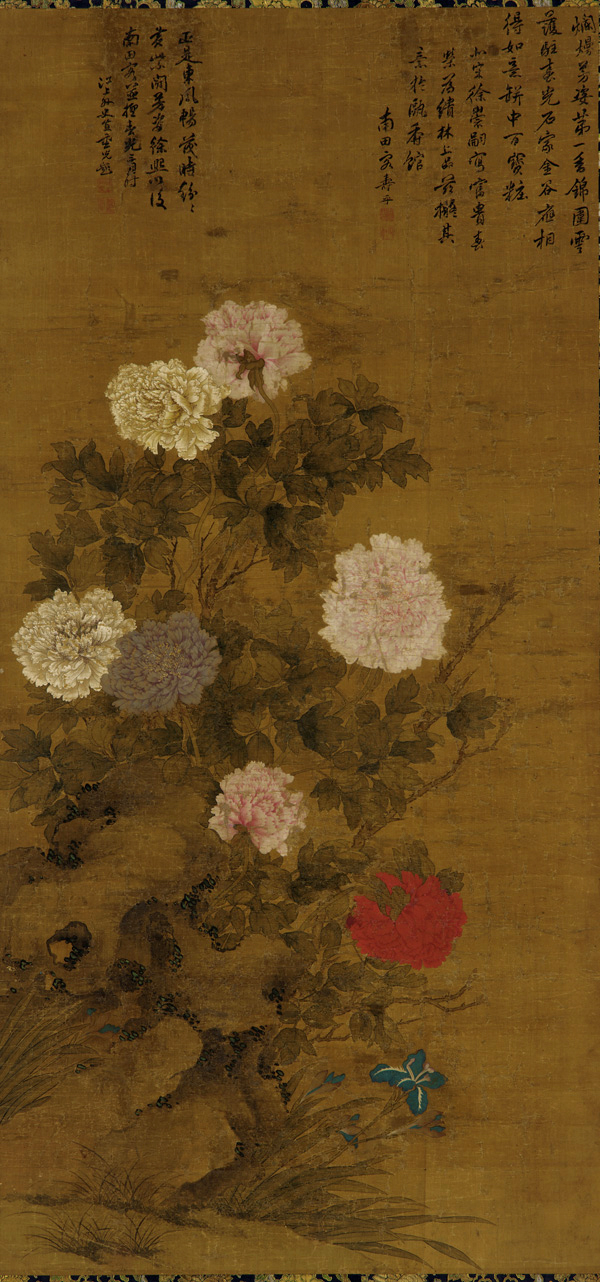
Pivoines, rouleau vertical, encre et couleurs sur soie, 223.6 × 101.7 cm, Freer Gallery of Art. Washington, District of Columbia.
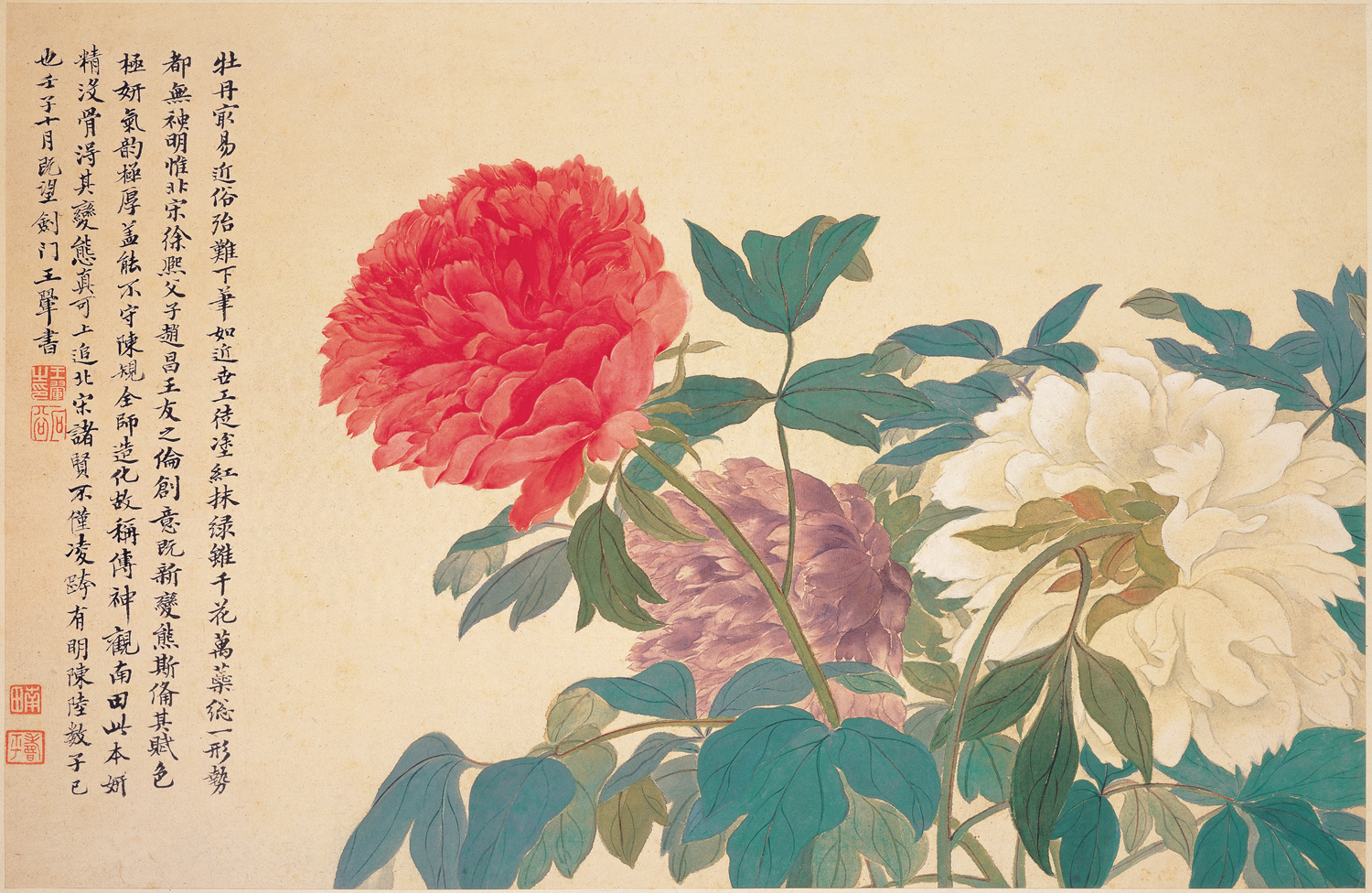
Pivoines, 1672. Encre et couleurs légères sur papier, feuille d'un album réalisé avec Wang Hui, 40 × 58 cm. Musée national du Palais, Taibei.
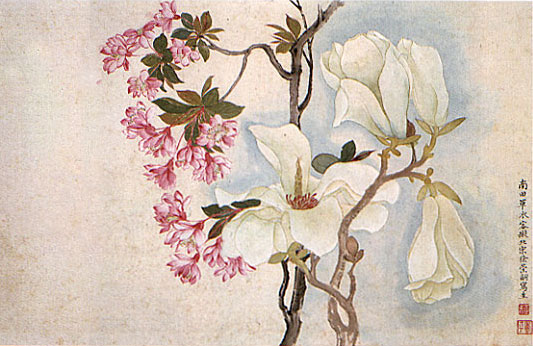
Fleurs de magnolias et de cerisier ornemental, 1672. Encre et couleurs légères sur papier, feuille d'un album réalisé avec Wang Hui, 40 × 58 cm. Musée du Palais, Beijing.
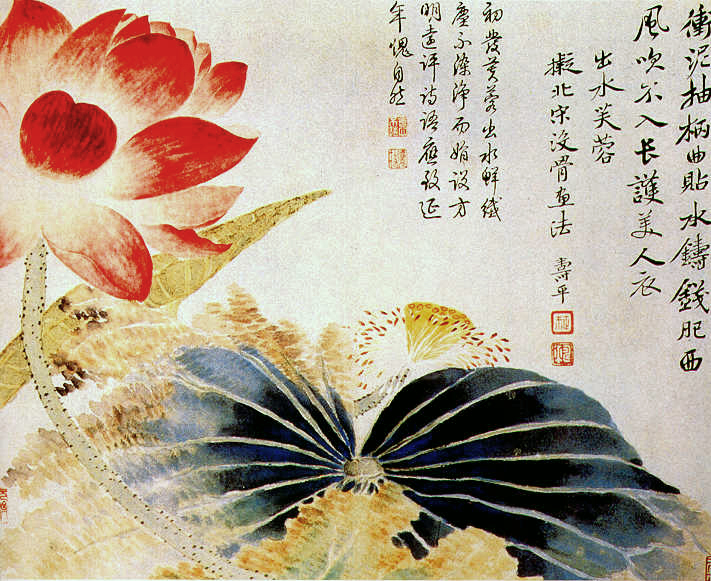
Fleur de lotus brisant la surface., feuille d'album, encre et couleurs légères sur papier. Musée du Palais, Beijing.
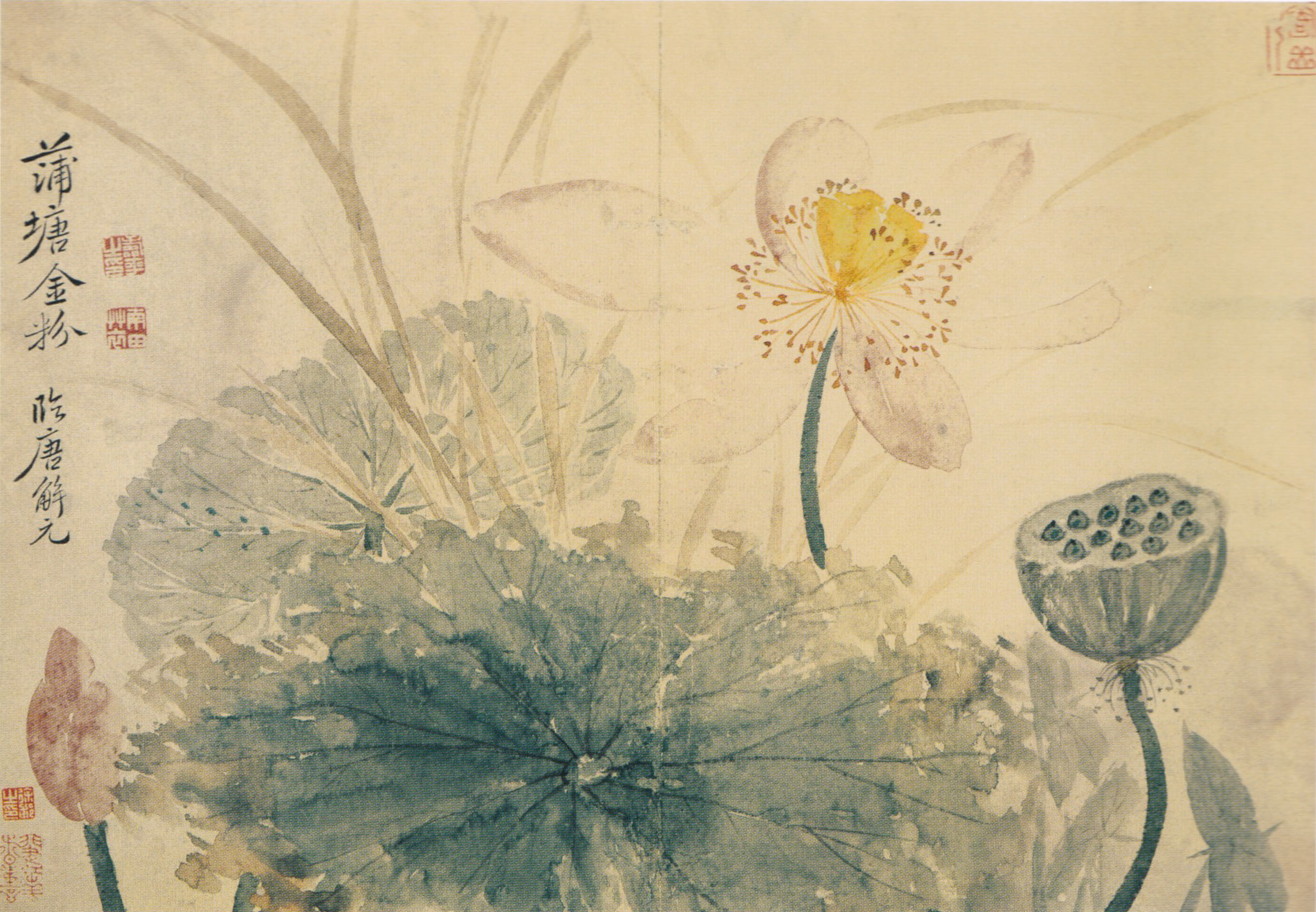
Lotus scintillant sur l'étang, v. 1650-1690. Feuille de l' Album de paysages et de fleurs. Encre et couleurs sur papier, 28,2 x 40,8 cm. Musée d'art de Tianjin

- Bambous sous la pluie, 1699, Musée national des Arts asiatiques-Guimet[4]
- Fleurs et insectes, Musée national des Arts asiatiques-Guimet[5]
- Fleurs, Musée national des Arts asiatiques-Guimet[6]
- Paysage, Musée national des Arts asiatiques-Guimet[7]
- Peonies (Pivoines), Smithsonian Institution[8]
- Flower and Fruit, Hong Kong Museum of Art